# Joseph Koto
Joseph Koto (ur. 1 stycznia 1960 – zm. 14 października 2021) – senegalski piłkarz grający na pozycji pomocnika. W swojej karierze grał w reprezentacji Senegalu.

## Kariera klubowa
W swojej karierze piłkarskiej Koto grał w klubie ASC Jeanne d’Arc. Wywalczył z nim dwa mistrzostwa Senegalu w sezonach 1984/1985 i 1985/1986 oraz zdobył trzy Puchary Senegalu w sezonach 1979/1980, 1983/1984 i 1986/1987.

## Kariera reprezentacyjna
W reprezentacji Senegalu Koto zadebiutował w 1980 roku. W 1986 roku został powołany do kadry na Puchar Narodów Afryki 1986. Na tym turnieju zagrał w dwóch meczach grupowych: z Mozambikiem (2:0) i z Wybrzeżem Kości Słoniowej (0:1). W kadrze narodowej grał do 1986 roku.

## Kariera trenerska
Po zakończeniu kariery piłkarskiej Koto był trenerem. Był selekcjonerem reprezentacji Senegalu w 2012 i prowadził kadrę olimpijską na Igrzyskach Olimpijskich w Londynie. W latach 2013–2018 prowadził reprezentację Senegalu U-20.